# VfL Leverkusen
VfL Leverkusen was een Duitse voetbalclub uit de stad Leverkusen, Noordrijn-Westfalen. De club speelde in de schaduw van stadsrivaal Bayer 04 Leverkusen.

## Geschiedenis
Op 25 juli 1950 fuseerden TuS Manfort 1904 en Jahn Küppersteg 1914 tot VfL Leverkusen. Tot 1954 speelde de club in de Amateurliga Mittelrhein, de derde klasse en opnieuw in seizoen 1955/56. Van 1963 tot 1965 speelde de club in de Verbandsliga Mittelrhien, die toen de derde klasse was. Sindsdien speelt de club in de lagere reeksen. In 2014 promoveerde de club naar de Mittelrheinliga, de vijfde klasse. Na twee seizoenen degradeerde de club weer. In februari 2017 ging de club failliet en werd uit de competitie gezet. De jeugdafdeling werd door opvolger SC Leverkusen overgenomen.